# Mycetophagus infulatus
Mycetophagus infulatus es una especie de coleóptero de la familia Mycetophagidae.

## Distribución geográfica
Habita en Azerbaiyán.